# Наоми Алдерман
Наоми Алдерман  (енгл. Naomi Alderman; Лондон, Енглеска, 1974) је енглески романописац, писац игара и извршни телевизијски продуцент.  Најпознатија је по свом спекулативном научнофантастичном роману The Power (Моћ), који је освојио Женску награду за фикцију 2017. и адаптиран је у телевизијску серију за Amazon Studios . 

## Биографија
Алдерман је рођена у Лондону, ћерка Џефрија Алдермана, специјалисте за англо-јеврејску историју  који је себе описао као неконвенционалног ортодоксног Јеврејина.  Алдерман се школовала у средњој школи South Hampstead и Линколн колеџу у Оксфорду, где је читала филозофију, политику и економију. Након што је напустила Оксфорд, радила је у издаваштву за децу, а затим у адвокатској канцеларији, уређујући њихове публикације. Наставила је да студира креативно писање на Универзитету Источне Англије пре него што је постала романописац. The Sunday Times ју је 2007. прогласио за свог младог писца године. Waterstone је 2007. године прогласио за једног од 25 писаца будућности.
Године 2012, Алдерман је именована за професора креативног писања на Bath Spa University у Енглеској. Године 2013. уврштена је на листу једном у деценији 20 најбољих младих писаца магазина Granta  Пише месечну технолошку колумну за The Guardian.
Алдерман је постала заговорница феминизма у својим тинејџерским годинама и од тада подржава женска права, што је утицало на њене радове. Она је изјавила у интервјуу за Њујорк тајмс 2018: „Када сам била тинејџерка 1990-их, била је уобичајена ствар међу младим женама да кажу да су битке феминизма добијене. Сада мислим да је веома ужасно очигледно да то није случај.“  Написала је The Power (Моћ) да се позабави тачкама феминистичког покрета четвртог таласа и цитира покрет Me Too као инспирацију и извор сличног дијалога. 

## Дела
Алдерман је била главни писац за Perplex City, игру алтернативне реалности, у Mind Candy од 2004. до јуна 2007.  Затим је постала главни писац у апликацији за трчање Zombies, Run! који је покренут 2012. и у апликацији за ходање The Walk која је лансирана у децембру 2013.  Године 2018. The Walk  је претворен у подкаст и објављен преко Panoply Media.
Алдерманов књижевни деби дошао је 2006. године са Disobedience, добро прихваћеним, иако помало контроверзним,  роман о бисексуалцу рабину из северног Лондона ћерки рабина из северног Лондона која живи у Њујорку, чиме је освојила награду Наранџаста награда за нове писце 2006,  награду Sunday Times Young Writer of the Year Award -а за младог писца године 2007. и један од Waterstones 25 писаца за будућност. То ју је навело да одбаци свој живот као Јеврејка. „Ушла сам у роман религиозана и на крају то више нисам. Исписала сам себе из тога“, рекла је Claire Armitstead за The Guardian 2016.  Њен други роман,The Lessons (Лекције) објављен је 2010. године.
Њен трећи роман, The Liars' Gospel (Viking) (Јеванђеље лажова (Викинг)), са Исусом који је приказан као јеврејски проповедник Јехошуа, објављен је у меком повезу 2012.  Рецензирајући књигу, Shoshi Ish-Horowicz у часопису Јеврејска ренесанса описао ју је као „забавно, занимљиво штиво“, али је сматрао да је прича у њој „неугодна и проблематична“. Ваше уживање у роману зависиће од тога како реагујете на премису да је Исус, потенцијално, био 'небитни проповедник'."  Смештен у Јерусалиму и око њега између Помпејеве опсаде Јерусалима (63. п. н. е.) и Титове опсаде Јерусалима (70.), испричана је у четири главна дела из перспективе четири кључне фигуре: Марије, Јуде Искариотског, Кајафе и Вараве.  Сва три романа су серијализована у књизи BBC Radio 4's Book at Bedtime.
Написала је наратив за The Winter House (Зимску кућу), онлајн интерактивну линеарну кратку причу коју је визуализовао Џеј Бидулф. Пројекат је наручио BookTrust као део кампање Стори, уз подршку Arts Council England-а.  Њен роман Doctor Who (''Доктор Ху'')  је прича Borrowed Time објављен је у јуну 2011. 
Године 2012, Алдерман је изабрана као штићеник од стране Маргарет Атвуд у оквиру Rolex Mentor and Protégé Arts Initiative, међународног филантропског програма који упарује мајсторе у њиховим дисциплинама са новим талентима за годину дана креативне размене један на један. Атвуд и Алдерман су заједно написали „he Happy Zombie Sunrise Home“ и сами објавили рад на мрежи на Wattpad- у 2012. 
Алдерманов четврти роман, The Power, (Моћ), објављен је 2016.  The Power, је посвећен Атвудовој и под њеним утицајем. Моћ је освојила Женску награду за фикцију 2017.  Алдерман је потврдила да је продала права на Моћ Sister Pictures, истој компанији која је продуцирала Broadchurch, након што је добила једанаест понуда. Она се нада вишесезонској вожњи како би истражила и уронила у свет који је створила у The Power. 